# Бен Гордон
Бенджамін Ашенафі «Бен» Гордон (англ. Benjamin Ashenafi "Ben" Gordon, нар. 4 квітня 1983, Лондон, Велика Британія) — британський професіональний баскетболіст, що грав на позиції атакувального захисника за кілька команд НБА.

## Ігрова кар'єра
На університетському рівні грав за команду Коннектикут (2001–2004). На третьому курсі, який став для нього останнім у складі університетської команди, набирав 20,5 очок, 4,7 підбирань та 4,5 асисти. Також допоміг команді стати чемпіоном NCAA.

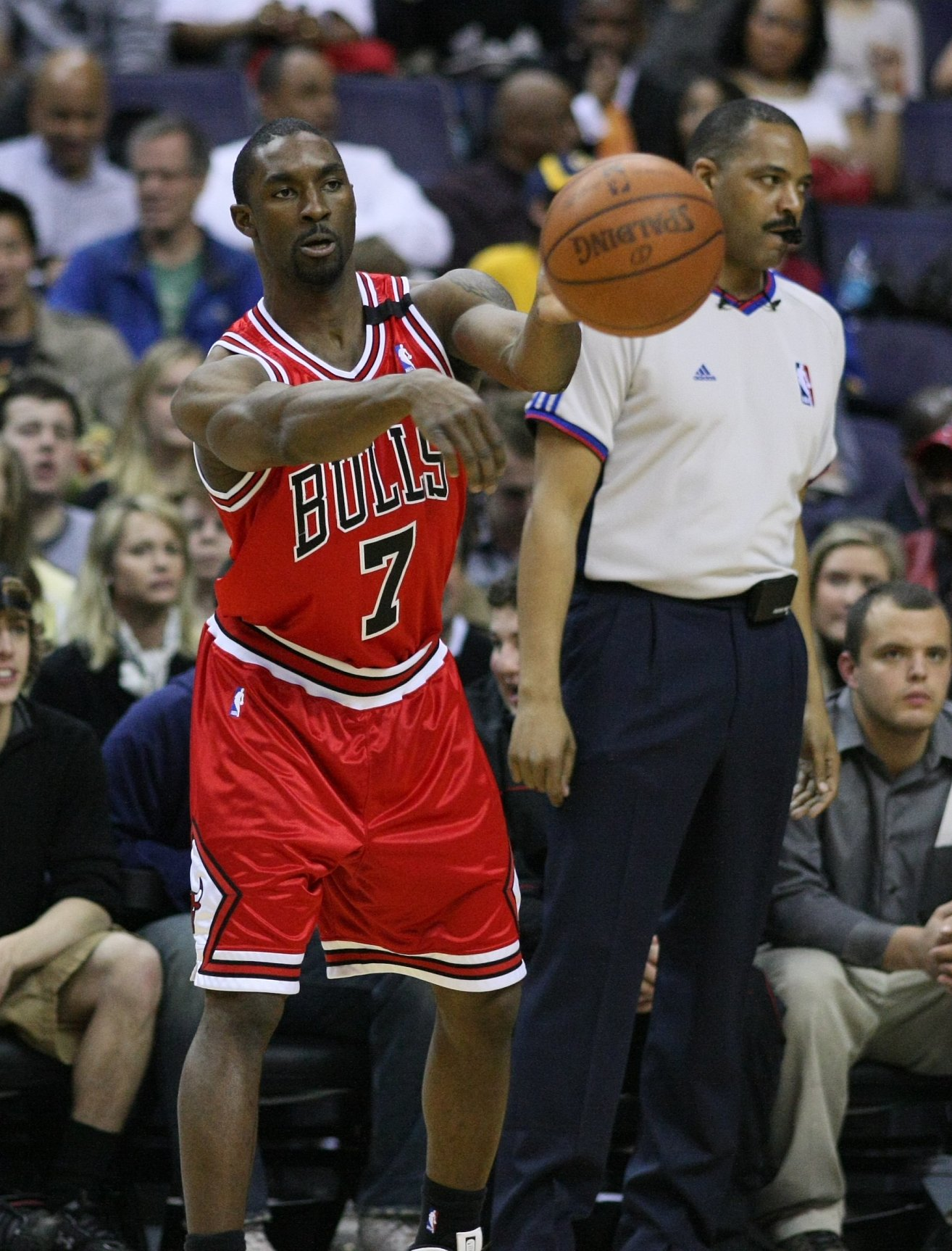
Гордон під час гри за «Чикаго»

2004 року був обраний у першому раунді драфту НБА під загальним 3-м номером командою «Чикаго Буллз». У своєму дебютному сезоні виходив на майданчик із лавки запасних, набираючи 15,1 очок за гру. Допоміг команді пробитися до плей-оф вперше після закінчення кар'єри Майкла Джордана у Чикаго, де, щоправда, «Буллз» поступилися «Вашингтон Візардс». За підсумками сезону став першим новачком НБА, який отримав нагороду Найкращого шостого гравця НБА. Також був включений до першої збірної новачків.
В наступному сезоні збільшив кількість ігор у старті до 47. Взимку був запрошений на зірковий вікенд для участі у матчі зірок новачків та другорічок. 14 квітня 2006 у матчі проти «Вашингтон Візардс» забив 9 трьохочкових кидків, що стало повторенням рекорду ліги. «Буллз» знову потрапили до плей-оф, але програли у першому ж раунді майбутнім чемпіонам «Маямі Гіт». 

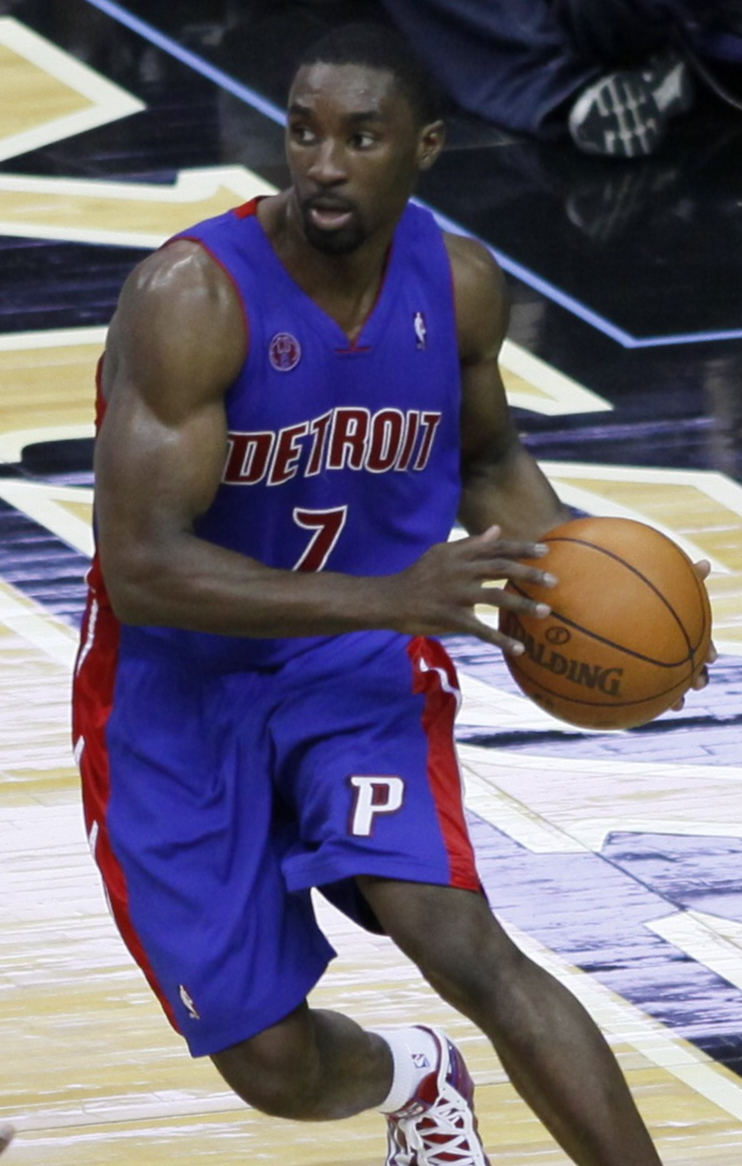
Гордон у грі за «Детройт»

У своєму третьому сезоні став гравцем основного складу «Чикаго», набираючи при цьому 21,4 очки за гру. 4 березня 2007 встановив свій рекорд результативності в НБА, набравши 48 очок у матчі проти «Мілвокі Бакс». У першому раунді плей-оф «Буллз» знову зустрілися з «Маямі», однак цього разу святкували перемогу у серії з чотирьох матчів. Вони стали першими в історії, кому вдалося вибити чинного чемпіона у першому ж раунді. Проте в наступному раунді команда поступилася «Детройт Пістонс».
27 грудня 2008 обійшов Скотті Піппена у списку гравців Чикаго, які забили найбільше трьохочкових. У плей-оф після закінчення регулярного сезону, команда зустрілася з чинним чемпіоном «Бостон Селтікс» та була обіграна у семи матчах. 
У липні 2009 року підписав контракт з «Детройт Пістонс». В новій команді йому знову дісталась роль шостого номера. 22 березня 2012 року знову повторив рекорд НБА по кількості забитих трьохочкових за матч — 9. 
2012 року перейшов до «Шарлотт Бобкетс» в обмін на Корі Маггетта. 2 березня 2014 «Шарлотт» відмовились від його послуг.
Наступною командою в кар'єрі гравця була «Орландо Меджик», з якою підписав контракт 11 липня 2014 року на суму 9 млн. доларів. Однак у червні наступного року «Орландо» також відмовились від його послуг.
28 вересня 2015 став гравцем «Голден-Стейт Ворріорс», проте вже 14 жовтня клуб відмовився від його послуг.
2017 року став гравцем «Техас Леджендс» з Ліги розвитку НБА.

## Виступи за збірну
22 липня 2016 року попав до списку гравців, які будуть брати участь у відборі на Євробаскет 2017. Під час матчів набирав 9,2 очки, 4,2 підбирання та 3,3 результативних передачі.

## Статистика виступів в НБА

### Регулярний сезон
| Сезон             | Команда           | GP  | GS  | MPG  | FG%  | 3P%  | FT%  | RPG | APG | SPG | BPG | PPG  |
| ----------------- | ----------------- | --- | --- | ---- | ---- | ---- | ---- | --- | --- | --- | --- | ---- |
| 2004–05           | «Чикаго Буллз»    | 82  | 3   | 24.4 | .411 | .405 | .863 | 2.6 | 2.0 | .6  | .1  | 15.1 |
| 2005–06           | «Чикаго Буллз»    | 80  | 47  | 31.0 | .422 | .435 | .787 | 2.7 | 3.0 | .9  | .1  | 16.9 |
| 2006–07           | «Чикаго Буллз»    | 82  | 51  | 33.0 | .455 | .413 | .864 | 3.1 | 3.6 | .8  | .2  | 21.4 |
| 2007–08           | «Чикаго Буллз»    | 72  | 27  | 31.8 | .434 | .410 | .908 | 3.1 | 3.0 | .8  | .1  | 18.6 |
| 2008–09           | «Чикаго Буллз»    | 82  | 76  | 36.6 | .455 | .410 | .864 | 3.5 | 3.4 | .9  | .3  | 20.7 |
| 2009–10           | «Детройт Пістонс» | 62  | 17  | 27.9 | .416 | .321 | .861 | 1.9 | 2.7 | .8  | .1  | 13.8 |
| 2010–11           | «Детройт Пістонс» | 82  | 27  | 26.0 | .440 | .402 | .850 | 2.4 | 2.1 | .6  | .2  | 11.2 |
| 2011–12           | «Детройт Пістонс» | 52  | 21  | 26.9 | .442 | .429 | .860 | 2.3 | 2.4 | .7  | .2  | 12.5 |
| 2012–13           | «Шарлотт Бобкетс» | 75  | 0   | 20.8 | .408 | .387 | .843 | 1.7 | 1.9 | .5  | .2  | 11.2 |
| 2013–14           | «Шарлотт Бобкетс» | 19  | 0   | 14.7 | .343 | .276 | .810 | 1.4 | 1.1 | .5  | .1  | 5.2  |
| 2014–15           | «Орландо Меджик»  | 56  | 0   | 14.1 | .437 | .361 | .836 | 1.1 | .9  | .3  | .0  | 6.2  |
| Усього за кар'єру | Усього за кар'єру | 744 | 269 | 27.4 | .432 | .401 | .857 | 2.5 | 2.5 | .7  | .2  | 14.9 |

### Плей-оф
| Сезон             | Команда           | GP | GS | MPG  | FG%  | 3P%  | FT%  | RPG | APG | SPG | BPG | PPG  |
| ----------------- | ----------------- | -- | -- | ---- | ---- | ---- | ---- | --- | --- | --- | --- | ---- |
| 2005              | «Чикаго Буллз»    | 6  | 1  | 25.5 | .405 | .318 | .800 | 2.7 | 2.5 | .8  | .3  | 14.5 |
| 2006              | «Чикаго Буллз»    | 6  | 6  | 40.8 | .406 | .366 | .676 | 3.3 | 3.0 | 1.0 | .0  | 21.0 |
| 2007              | «Чикаго Буллз»    | 10 | 10 | 39.5 | .415 | .436 | .921 | 3.8 | 3.8 | .9  | .1  | 20.4 |
| 2009              | «Чикаго Буллз»    | 7  | 7  | 43.4 | .388 | .370 | .875 | 2.9 | 3.0 | .4  | .1  | 24.3 |
| Усього за кар'єру | Усього за кар'єру | 29 | 24 | 37.9 | .403 | .384 | .840 | 3.2 | 3.1 | .8  | .1  | 20.2 |